# Ascaridiasi
L'ascaridiasi, o ascaridosi, è una patologia causata dal nematode parassita Ascaris lumbricoides, diffusa soprattutto nelle regioni tropicali e paesi con scarso grado di igiene.
Probabilmente circa un quarto della popolazione mondiale è infestata da questo parassita, con percentuali del 45% in America Latina e del 95% in alcune zone dell'Africa.
La mortalità tra i bambini è stimata in circa 20 000 casi all'anno unicamente per le complicanze meccaniche (a livello gastrointestinale e respiratorio) causate dalle infestazioni ad elevata carica. Il verme adulto può perforare la parete dell'intestino e depositare le uova nel peritoneo. Forme adulte di A. lumbricoides sono state osservate fuoriuscire attraverso fistole ombelicali ed erniarie, tube di Falloppio, vescica, trombe di Eustachio, naso e bocca, o localizzarsi a livello di polmoni e cuore.
Altre specie della famiglia Ascarididae sono parassite e possono causare malattie negli animali domestici.

## Sintomi
Quando sono presenti nell'organismo un numero limitato di esemplari, non si riscontrano particolari sintomi, ma più spesso la presenza di A. lumbricoides può causare sofferenze gastrointestinali e in particolare: dolori addominali, nausea, vomito e diarrea alternata a stipsi.
L'infestazione può essere anche accompagnata da infiammazione e febbre, e gravi problemi possono sorgere se i vermi adulti migrano in altre parti del corpo.
All'inizio, quando le larve sono localizzate nelle vie respiratorie, si riscontra, nei soggetti colpiti, l'insorgenza di dolori al torace e di tosse secca, accompagnata, in taluni casi, dall'espulsione di sangue rosso vivo.

## Decorso
L'infestazione si contrae tramite ingestione di cibo contaminato (soprattutto frutta e verdura) con materia fecale o terriccio contenenti uova mature del verme.
Le larve si schiudono nella parte superiore del piccolo intestino, poi imboccano l'apparato circolatorio dopo aver perforato la parete del duodeno. Trasportati dal sangue, i parassiti (che hanno ancora dimensioni ridottissime) raggiungono i capillari polmonari, ed infine, migrando nel tratto respiratorio, risalgono fino a raggiungere l'orofaringe, dove vengono in parte espulsi, tramite starnuti e colpi di tosse, e in parte deglutiti. Raggiunto ancora una volta l'intestino, gli Ascaris lumbricoides completano il loro ciclo di maturazione nel giro di un paio di mesi.
Una femmina adulta, dopo l'accoppiamento, depone una media di 200 000 uova al giorno, che vengono successivamente espulse tramite la defecazione.

## Terapia
Tali parassiti si combattono principalmente tramite una cura antibiotica ma, quando quest'ultima non sortisce gli effetti sperati, l'individuo colpito potrebbe essere costretto a sottoporsi ad un intervento chirurgico. Uno dei farmaci usati è il Pirantel pamoato.
La prognosi è infausta solo nei casi più gravi, complicati da diagnosi tardiva o trascuratezza fisica.